# Boris Arias
Boris Arias (* 9. November 1993 in La Paz) ist ein bolivianischer Tennisspieler.

## Karriere
Arias erreichte mit Rang 64 seine höchste Platzierung in der Junior-Rangliste, konnte aber bei keinem der großen Turniere erfolgreich sein.
Zwischen 2013 und 2016 absolvierte Arias ein Studium an der Louisiana State University im Bereich Betriebswirtschaft. Er spielte dort auch College Tennis.
Nach seinem ersten Titel auf der ITF Future Tour im Jahr 2011 und dem zwischenzeitlichen Studium stieg Arias 2017 wieder in den Profi-Turnierbetrieb ein und spielt dort hauptsächlich auf der drittklassigen Future Tour. Er gewann bis Ende 2021 insgesamt 15 Titel im Doppel, wobei die Jahre 2017 und 2019 mit je 5 Titeln am erfolgreichsten waren. Gelegentlichen Erfolg hatte er auch bei Turnieren der höherdotierten ATP Challenger Tour. Hier schaffte er es bis Ende 2021 fünfmal ein Halbfinale zu erreichen. Im Januar 2022 schaffte er mit seinem Stammpartner und Landsmann Federico Zeballos den sechsten Einzug ins Halbfinale und diesmal auch anschließend den Titel. Sein Karrierehoch datiert mit Rang 234 jedoch auf Februar 2020; nach dem Turniersieg notierte er bei Platz 280.
Ab 2011 spielt Arias zudem für die bolivianische Davis-Cup-Mannschaft. Während dieser Zeit gelang der Mannschaft ein Aufstieg von Gruppe 3 bis in die Weltgruppe im Jahr 2021. Seine Bilanz lautet 5:4.

## Erfolge
| Legende (Anzahl der Siege) |
| Grand Slam                 |
| ATP Finals                 |
| ATP Tour Masters 1000      |
| ATP Tour 500               |
| ATP Tour 250               |
| ATP Challenger Tour (8)    |

### Doppel

#### Turniersiege
| Nr. | Datum              | Turnier      | Belag | Partner           | Finalgegner                       | Ergebnis          |
| --- | ------------------ | ------------ | ----- | ----------------- | --------------------------------- | ----------------- |
| 1.  | 15. Januar 2022    | Blumenau     | Sand  | Federico Zeballos | Diego Hidalgo Cristian Rodríguez  | 7:63, 6:1         |
| 2.  | 8. Oktober 2022    | Campinas     | Sand  | Federico Zeballos | Guido Andreozzi Guillermo Durán   | 7:5, 6:2          |
| 3.  | 1. April 2023      | Mexiko-Stadt | Sand  | Federico Zeballos | Evan King Reese Stalder           | 7:5, 5:7, [10:2]  |
| 4.  | 17. Juni 2023      | Perugia      | Sand  | Federico Zeballos | Luciano Darderi Juan Pablo Paz    | 7:63, 7:66        |
| 5.  | 16. September 2023 | Santa Cruz   | Sand  | Federico Zeballos | Matías Soto Gonzalo Villanueva    | 6:2, 4:6, [10:7]  |
| 6.  | 23. September 2023 | Antofagasta  | Sand  | Federico Zeballos | Luciano Darderi Murkel Dellien    | 5:7, 6:4, [10:8]  |
| 7.  | 23. März 2024      | Asunción     | Sand  | Federico Zeballos | Gonzalo Bueno Álvaro Guillén Meza | 6:2, 6:2          |
| 8.  | 28. Juni 2025      | Lima         | Sand  | Federico Zeballos | Sekou Bangoura Roy Stepanov       | 6:2, 1:6, [12:10] |